# Савани та рідколісся Намібії
Савани та рідколісся Намібії або Рідколісся Намібійського уступу (ідентифікатор WWF: AT1316) — афротропічний екорегіон пустель і склерофітних чагарників, розташований в Анголі та Намібії.

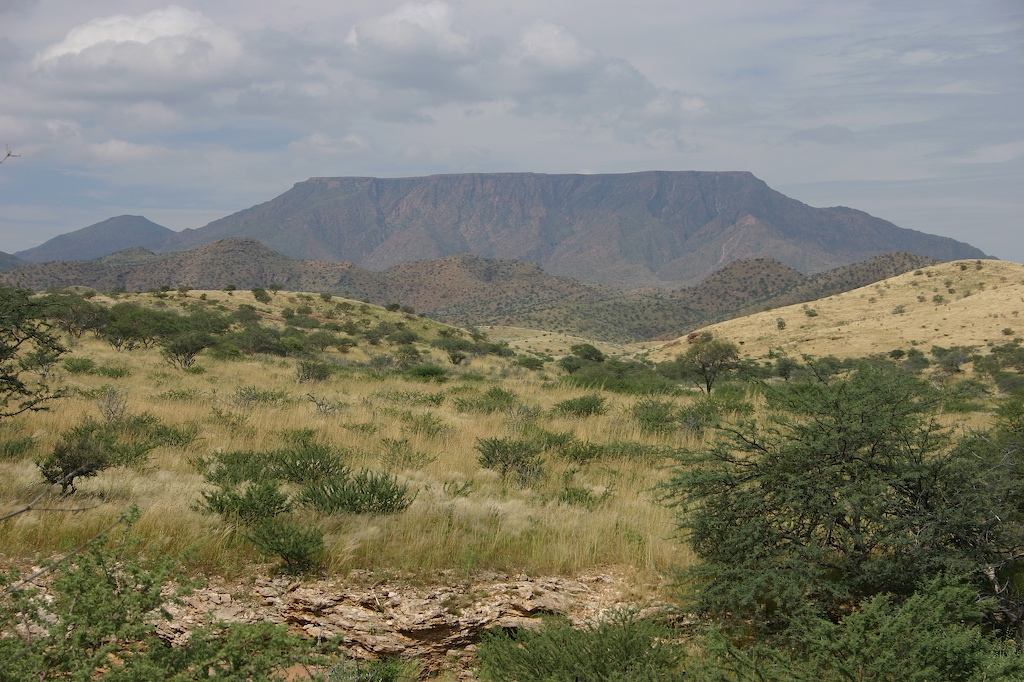
Гори Гамсберг та навколишні савани

## Географія
Екорегіон саван та рідколісь Намібії простягається на 1700 км з півночі на південь, від провінції Бенгела на південному заході Анголи до південного заходу регіону Карас в Намібії. Він охоплює схили Великого Уступу, який відділяє прибережні пустелі Каоковельд та Наміб від внутрішніх плоскогір'їв Південної Африки. На північний схід від екорегіону поширені ангольські міомбові та мопанові рідколісся, а на південний схід — склерофітні савани Калахарі.
Рельєф Намібійського уступу, який підіймається над прибережними пустелями, дуже складний і розсічений. Уздовж краю уступу розташована гора Брандберг, найвища гора Намібії висотою 2573 м, а також гори Бейнс (2038 м), Еронго (2319 м), Науклюфт (1974 м), Шпіцкоппе (1759 м) та Гамсберг (2347 м). На півдні екорегіон розширюється, охоплючи скелясте внутрішнє плато, розташоване на схід від уступу, на висоті від 1000 до 2000 м над рівнем моря. Нагір'я Кхомас, розташоване на захід від міста Віндгук, на півночі має стрімкий, скелястий рельєф з широкими долинами та інзельбергами, а на півдні — більш рівнинний рельєф, представлений кам'янистим плато, розсіченим глибокими долинами. На схід від кам'янистих плато починаються пласкі рівнини напівпустелі Калахарі. На схилах уступу та на кам'янистому плато поширені піщані суглинки та кам'янисті ґрунти, а на сході регіону — глибокі червоні або білі піщані ґрунти.
Більшість річок Намібії беруть свій початок в горах регіону. Єдиною річкою, що протікає через територію екорегіону та має постійний стік, є Кунене, яка утворює кордон між Анголою та Намібією. Іншими важливими річками регіону є Свакоп та Куйсеб, русла яких є сухими протягом більшої частини року, а також Фіш-Рівер, одна з найдовших річок Намібії, яка починається в горах Науклюфт на південний захід від Віндгука, тече 800 км на південь, після чого впадає в Оранжеву річку.

## Клімат
В межах екорегіону переважає пустельний клімат (BWh або BWk за класифікацією кліматів Кеппена), який характеризується екстримальними коливаннями температур. Взимку температура може опускатися до -9 °C або навіть нижче, а влітку може перевищувати 40 °C. Значні коливання температури пояснюються низькою вологістю та меншим впливом холодної Бенгельської течії, ніж в прибережних пустелях. Середньорічна кількість опадів коливається від 60 мм на заході регіону до 200 мм на сході. Опади випадають влітку, з жовтня по березень, і зазвичай супроводжуються грозами. Їх кількість значно коливається з року в рік, причому в найпосушливіші роки кількість опадів найменш передбачувана. 

## Флора
Основними рослинними угрупованнями екорегіону є мопанові савани, перехідні савани і напівпустелі та напівчагарникові савани, розподіл яких залежить від клімату та ґрунтів. На півночі екорегіону поширені мопанові савани, де переважають мопанові дерева (Colophospermum mopane), які можуть мати вигляд дерев або кущів, залежно від місцевих умов. У деяких районах мопанові дерева формують густі рідколісся, тоді як в інших — невисокі чагарникові зарості, над якими підіймаються поодинокі дерева. На північному заході екорегіону, на окраїні Каоковельду, мопанові дерева зустрічаються переважно в западинах та сухих руслах річок, часто разом з баланітами Вельвіча (Balanites angolensis subsp. welwitschii). В мопанових саванах також поширені кунжутники Гюріха (Sesamothamnus guerichii), а вздовж річки Кунене — бенгельські кунжутники (Sesamothamnus benguellensis). В гірських районах на захід від мопанових саван поширені довгочерешкові серарії (Ceraria longipedunculata).
Мопанові савани простягаються на південь до околиць Брандберга, де їм на зміну приходять перехідні савани та напівпустелі, які характеризуються високим видовим різноманіттям та рівнем ендемізму. Тут ростуть молочаї Гюріха (Euphorbia guerichiana), чагарники або невеликі дерева висотою до 5 м, які вирізняються помітною, блискучою, коричнювато-жовтою корою, різноманітні цифостемми (Cyphostemma spp.) з характерними соковитими стеблами, аденолобуси (Adenolobus spp.), сагайдачні дерева (Aloidendron dichotomum), овалолисті моринги (Moringa ovalifolia) та два види ендемічних акацій — брандберзькі сенегалії (Senegalia montis-usti) та сенегалії Робінсона (Senegalia robynsiana). На алювіальних пісках та мулі уздовж ефемерних річок ростуть сенегальські акації (Senegalia senegal) та зонтичні акації (Vachellia tortilis). Як для мопанових саван, так і для перехідних саван та напівпустель характерне велике різноманіття комміфорових дерев (Commiphora spp.).
На півдні екорегіону, де рослинний покрив стає більш відкритим, поширені напівчагарникові савани, де переважають кущі та трави, характерні для пустищ Кару. На сході цей тип рослинності переходить у склерофітні савани Калахарі. Серед чагарників, поширених на півдні регіону, слід відзначити тригілчастий рігозум (Rhigozum trichotomum), африканську паркінсонію (Parkinsonia africana), водяну акацію (Acacia nebrownii), смердючий пастуший кущ (Boscia foetida), пастуше дерево (Boscia albitrunca) та катофракт Александра (Catophractes alexandri). Також тут поширені невеликі кущі пенції (Pentzia spp.) та шерстоголовця (Eriocephalus spp.). Між кущами ростуть купини трави, передусім селіна (Stipagrostis spp.).
На скелястих гірських схилах регіону ростуть сагайдачні дерева (Aloidendron dichotomum). Поряд із Кітмансхупом росте Ліс колчанних дерев з близько 300 дерев, який визнаний пам'яткою національного значення в Намібії. Вздовж русел річок по всьому регіону ростуть жирафові акації (Vachellia erioloba), каруйські акації (Vachellia karroo), уснеєві тамарикси (Tamarix usneoides), капські ебенові дерева (Euclea pseudebenus) та африканський сумах (Searsia lancea).
Північна частина екорегіону, близька до пустелі Каоковельд, вирізняється високим флористичним різноманіттям та рівнем ендемізму. Більшість ендеміків зустрічається навколо гори Брандберг та нагір'я Кхомас. На горі Брандберг зустрічається 90 ендемічних рослин Намібії, з яких 8 видів зустрічається лише тут. Високий рівень ендемізму в районі Брандбергу пояснюється ізьольованістю цього ізельберга, а також вологим, прохолодним мікрокліматом на його вершині. Серех характерних ендеміків Брандбергу слід відзначити брандберзьку сенегалію (Senegalia montis-usti) та бранберзький молочай (Euphorbia monteiroi). Нагір'я Кхомас, яке включає гору Ауасберг висотою 2479 м, другу за висотою гору Намібії, розташоване в перехідному посушливому регіоні, що представляє ідеальні умови для видоутворення пустельних рослин. Тут зустрічається 48 видів ендемічних рослин. Серед інших ендемічних та майже ендемічних рослин, що зустрічаються в екорегіоні, слід відзначити Panicum arbusculum, Stachys burchelliana, Schotia afra, Berkheya chamaepeuce, Barleria lichtensteiniana, Euphorbia gariepina, Euphorbia gregaria, Euphorbia avasmontana, Zygophyllum dregeanum, Zygophyllum microcarpum, Phlyctidocarpa flava, Kaokochloa nigrirostris та кілька видів з роду Petalidium.

## Фауна
Серед поширених в екорегіоні ссавців слід відзначити саванного слона (Loxodonta africana), великого куду (Tragelaphus strepsiceros), спрингбока (Antidorcas marsupialis), гемсбока (Oryx gazella), дамарського дікдіка (Madoqua kirkii damarensis), антилопу-стрибуна (Oreotragus oreotragus), чорноморду імпалу (Aepyceros melampus petersi), ведмежого павіана (Papio ursinus) та дамарського ховраха (Geosciurus princeps). Також тут мешкає найбільша у світі неогорожена популяція південно-західних чорних носорогів (Diceros bicornis occidentalis), яка нараховує понад 100 особин. Серед хижих ссавців, поширених в регіоні, слід відзначити лева (Panthera leo), африканського леопарда (Panthera pardus pardus), південноафриканського гепарда (Acinonyx jubatus jubatus), вухату лисицю (Otocyon megalotis) та капську лисицю (Vulpes chama). Серед майже ендемічних представників регіону слід відзначити ангольського цистуга (Cistugo seabrae) та намібського вітриловуха (Laephotis namibensis). Ендеміками екорегіону є зебри Гартмана (Equus zebra hartmannae), намаквалендські стрункі мангусти (Herpestes sanguineus swalius) та скельні миші Шортріджа (Petromyscus shortridgei).
Екорегіон вирізняється найбільшим різноманіттям птахів в Намібії. Орнітофауна регіону включає понад 300 видів, більшість з яких зустрічається в скелястих середовищах, на висоті від 600 до 1200 м над рівнем моря. Серед майже ендемічних птахів, поширених в регіоні, слід відзначити попелястого трактрака (Emarginata schlegelii), блідого трактрака (Emarginata tractrac), сіроспинну таміку (Cisticola subruficapilla), ланіеля (Lanioturdus torquatus), ангольського токо (Tockus monteiri), фіолетового слотняка (Phoeniculus damarensis), малого скельника (Achaetops pycnopygius), намібійську синицю (Melaniparus carpi), ангольського папугу-довгокрила (Poicephalus rueppellii) та намібійського турача (Pternistis hartlaubi). Ендеміками екорегіону є чорнохвості астрильди (Glaucestrilda thomensis) та гереро (Namibornis herero).
Близько 50 видів плазунів регіону є ендемічними або майже ендемічними, причому понад 80 % з них зустрічається в районі гори Брандберг. Серед ендеміків регіону слід відзначити брандберзького товстопалого гекона (Pachydactylus gaiasensis), сцинка Альберта (Sepsina alberti), куйсебську піщану ящірку (Pedioplanis husabensis), намаквалендського поясохвоста (Namazonurus namaquensis), поясохвоста Кемпбелла (Namazonurus campbelli), герерського поясохвоста (Namazonurus pustulatus) та намаквалендську карликову черепаху (Chersobius solus). Також ендеміками екорегіону є два види амфібій: жаби Хьоша (Poyntonophrynus hoeschi) та жаби Грендінсон (Poyntonophrynus grandisonae).

## Збереження
Близько 39,3 % площі екорегіону є заповідними територіями. Природоохоронні території включають: Національний парк Наміб-Науклюфт та Природний заповідник Гамсберг в Намібії, а також Національний парк Іона в Анголі.